# Faris Haroun
Faris Haroun (* 22. září 1985, Brusel, Belgie) je belgický fotbalový záložník a reprezentant, který hraje v klubu Cercle Brugge KSV.

## Klubová kariéra
Dříve působil v belgickém Genku a Germinalu Beerschot. Po úspěšných testech v anglickém Middlesbrough podepsal Haroun s klubem 18. srpna 2011 tříletou smlouvu. 21. srpna při svém debutu vstřelil gól Birminghamu City a pomohl tak k domácí výhře 3:1.

## Reprezentační kariéra
Působil v mládežnických reprezentacích Belgie od kategorie do 19 let.
S belgickým výběrem do 23 let se zúčastnil také Letních olympijských her v roce 2008. V základní skupině C hrála Belgie postupně s Brazílií (prohra 0:1), Čínou (výhra 2:0) a Novým Zélandem (výhra 1:0). Ve čtvrtfinále si Belgie poradila s Itálií 3:2. V semifinále turnaje přišla porážka s Nigérií 1:4 a v souboji o třetí místo opět prohra znovu s Brazílií 0:3.

### A-mužstvo
V A-mužstvu Belgie debutoval 6. června 2007 v kvalifikačním utkání proti národnímu týmu Finska. Nastoupil na hřiště v 55. minutě, Belgie prohrála 0:2. Do roku 2009 (včetně) odehrál celkem 6 utkání, v žádném z nich neskóroval.